# روي لويس غوميز
روي لويس غوميز (بالبرتغالية: Ruy Luís Gomes‏) هو رياضياتي برتغالي، ولد في 5 ديسمبر 1905 في بورتو في البرتغال، وتوفي بنفس المكان في 27 أكتوبر 1984 بسبب نوبة قلبية.